# NGC 6579
NGC 6579 este o galaxie spirală situată în constelația Hercule. A fost descoperită în 7 august 1864 de către Albert Marth.